# Намана
Намана́ — река в Якутии, левый приток Лены. Длина реки — 422 км. Площадь водосборного бассейна — 16 500 км². Является 17-м по длине притоком Лены.

## Гидрография
Берёт начало при слиянии рек Оргий и Усттах на высоте 252 м нум. В верховьях русло реки широкопойменное, меандрирующее. Протекает по Приленскому плато. В низовьях река извилиста. Впадает в Лену слева на её 2044-м км от устья на высоте около 121 м нум. Таким образом общее падение реки составляет 131 метр.

## Гидрология
Питание в основном снеговое. Средний расход воды — 30 м³/с (35 км от устья).
Река замерзает в конце октября. К марту толщина льда достигает максимума — 1,2 м; местами образуются наледи. Вскрытие в начале мая.
Средняя мутность воды 25-50 г/м³. В межень вода относится к хлоридному классу и натриевой группе (минерализация более 400 мг/л); во время максимального стока — к гидрокарбонатному классу и кальциевой группе.
По данным государственного водного реестра России относится к Ленскому бассейновому округу.
Код водного объекта — 18030500112117200027777.

## Хозяйственное значение
В устье реки находится село Балаганнах.
В бассейне Наманы ведётся промышленная добыча поваренной соли.

## Притоки
Объекты перечислены по порядку от устья к истоку.
- 18 км: Дуогу
- 28 км: Илин-Салаа
- 42 км: Усун-Юрях
- 49 км: Таала-Юрюйэ
- 70 км: Кёгён
- 80 км: Ходуса-Юрях
- 83 км: Сиэгэннээх
- 84 км: Булгуннях
- 88 км: Ньамахтаах
- 94 км: Асанча
- 99 км: Дьэлимдэ
- 99 км: Хастах-Юрях
- 114 км: Юлэгир
- 146 км: Хайыргас
- 161 км: Мухта
- 177 км: Кюёллээх
- 190 км: Сылгылыыр
- 202 км: Сарсан
- 207 км: Куччугуй-Ньыгыдьах
- 210 км: Улахан-Ньыгыдьах
- 222 км: Чэнкээйилээх
- 231 км: Кейикте
- 236 км: Одой
- 238 км: Хоптолоох
- 260 км: Ходуса-Юрях
- 265 км: Бэс-Лабыкта
- 267 км: Кысыннгы-Балаган
- 274 км: Хатынг-Юрэх
- 290 км: Титирик-Лабыкта
- 291 км: Дьэбэрэлээх
- 299 км: Улахан-Арбай
- 318 км: Ючюгэй-Юрях
- 331 км: Ханхар-Юрях
- 337 км: Курунг-Юрях
- 339 км: Куччугуй-Арбай
- 353 км: Тыы-Тарпыт
- 357 км: Бас-Юрях
- 364 км: Малы
- 376 км: Ёксёндё
- 398 км: Кэдэпчик
- 417 км: Булгуннях
- 422 км: Оргуй
- 422 км: Усттаах

## Расход воды
Среднемноголетний расход воды 28,6 м³/с (объём стока 0,903 км³/год).
| Средний расход воды (м³/с) реки Намана по месяцам с 1944 по 1999 гг. (замеры производились на гидрологическом посту в 35 км от устья) |